# Cylindroiulus fulviceps
Cylindroiulus fulviceps är en mångfotingart som först beskrevs av Robert Latzel 1884.  Cylindroiulus fulviceps ingår i släktet Cylindroiulus och familjen kejsardubbelfotingar. Utöver nominatformen finns också underarten C. f. sellanus.